# Дункельштайнервальд
Дункельштайнервальд (нем. Dunkelsteinerwald) — ярмарочная коммуна (нем. Marktgemeinde) в Австрии, в федеральной земле Нижняя Австрия.
Входит в состав округа Мельк. Население составляет 2324 человека (на 31 декабря 2005 года). Занимает площадь 54,19 км². Официальный код — 31507.

## Политическая ситуация
Бургомистр коммуны — Франц Пенц (АНП) по результатам выборов 2005 года.
Совет представителей коммуны (нем. Gemeinderat) состоит из 21 места.
- АНП занимает 15 мест.
- СДПА занимает 5 мест.
- Зелёные занимают 1 место.

## Фотографии

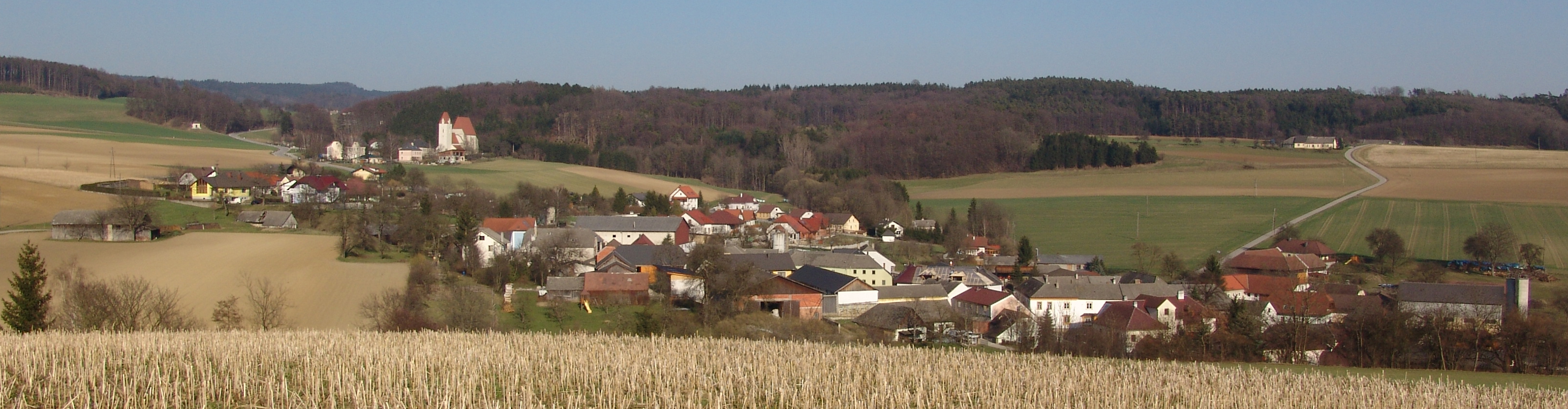
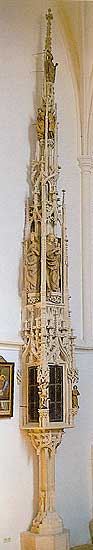
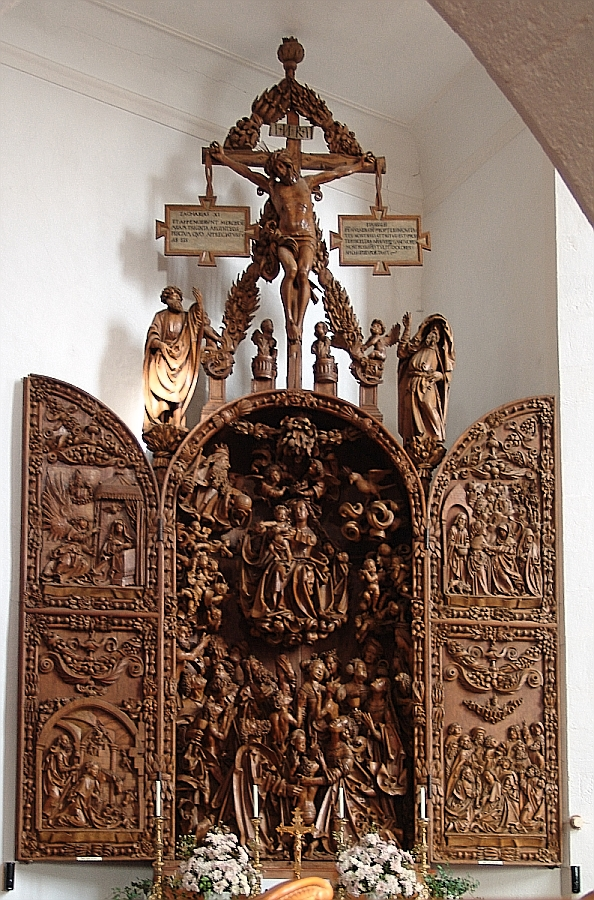
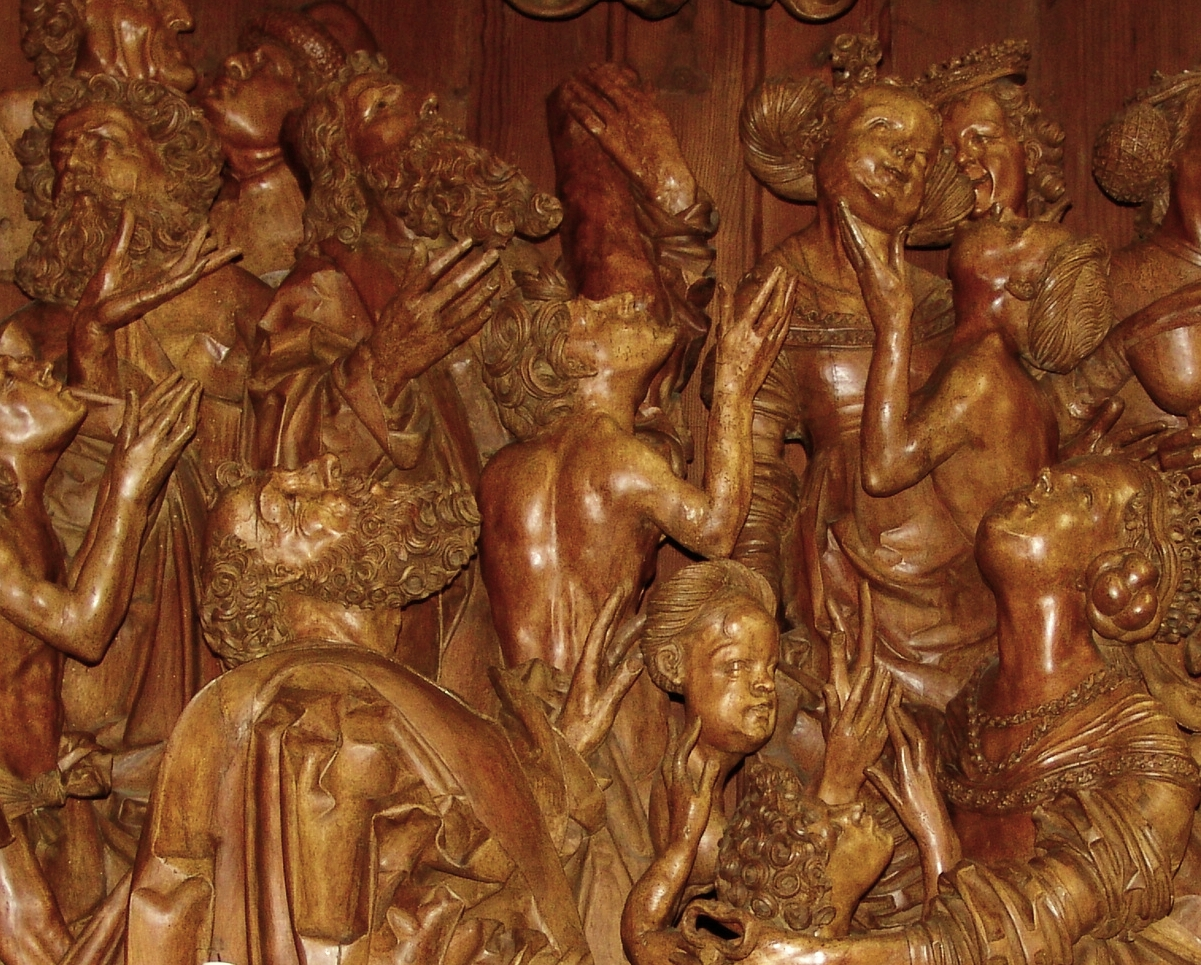
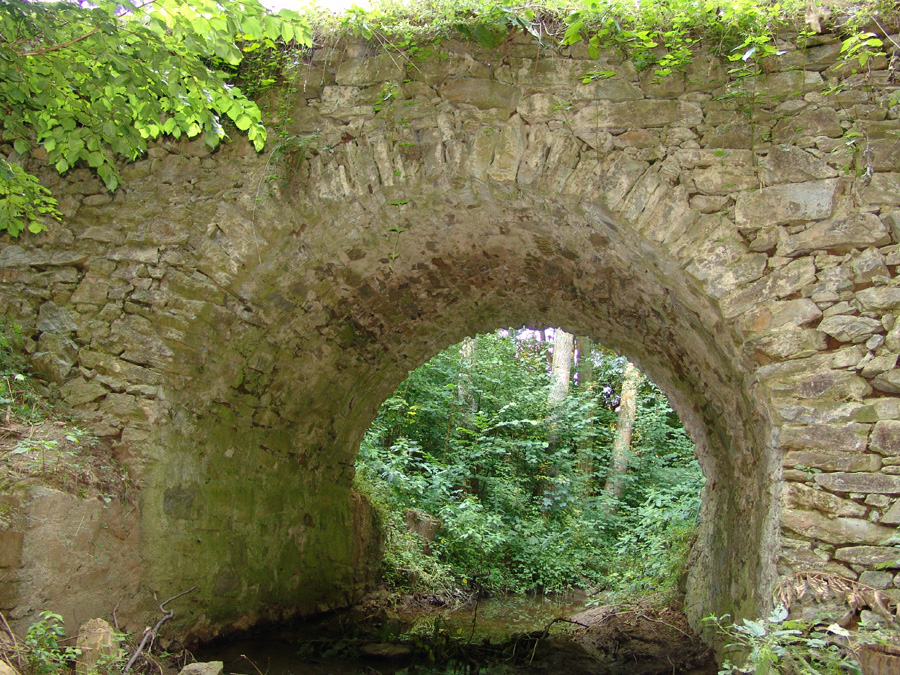